# 驱动程序
设备驱动程序，简称驱动程序（driver），是一个允许高階（High level）電腦軟體（computer software）与硬件（hardware）互動的程序，這種程式建立了一個硬體與硬體，或硬體與軟體溝通的介面，經由主機板上的总线（bus）或其它溝通子系統（subsystem）與硬體形成連接的機制，這樣的機制使得硬體裝置（device）上的資料交換成為可能。
依據不同的電腦架構與作業系統差異平台，驅動程式經歷了8位元（8-bit）、16位元（16-bit）、32位元（32-bit）、64位元（64-bit）變遷，這是為了調和作業系統與驅動程式之間的依存關係，例如在Windows 3.11的16位元作業系統時代，大部份的驅動程式都是16位元，到了32位元的Windows XP則使用32位元驅動程式（微軟提供了Windows Driver Model可實作driver），至於64位元的Linux或是Windows平台上，就必須使用64位元的驅動程式（WDM與WDF皆可實作64位元驅動程式）。

## 驅動程式的開發
驅動程式的開發工作是很具挑戰性的，因為必須配合著硬體與軟體上相當明確與高級的平台技術。由於大多數的驅動程式（device drivers）執行在核心模式（kernel mode），軟體的錯誤經常造成系統嚴重的不穩定，例如（blue screen），這跟過去的使用者模式（user mode）下的程式設計（例如Delphi、VB、Java）有明顯的差異性。

### Windows平台
為了大量減輕驅動程式開發人員的負擔，微軟不斷的改進驅動程式的開發軟體與架構，從早期複雜深晦的VxD，到Windows XP上的Windows Driver Model（以下簡稱WDM）開發架構，如今Windows Driver Foundation（以下簡稱WDF）已成為新一代的Windows平台驅動程式發展架構，這個架構大量簡化了驅動程式的開發流程，更符合物件導向的精神，此架構包含了User Mode Driver Framework與Kernel Mode Driver Framework兩種開發模式。在開發Windows平台上的驅動程式之前，必須先安裝DDK（Driver Development Kit），DDK套件同時支援WDM與WDF兩種架構。

### Linux平台
Linux下的设备有三种基本类型：字符设备，块设备和网络接口。

## 驅動程式的應用
因为常见的硬件和操作系统的差异性，驱动程序存在著不同的方式。用于：
- 打印机
- 显卡
- 网卡
- 声卡
- 不同种类的总线
- 不同种类的低带宽的匯流排（如定点设备：鼠标、键盘、USB等等。）

- 硬盘的連接介面/RAID（RAID，SCSI）;
- 实现对不同的系统的支持。
- 实现对扫描仪、数码相机的支持。

驱动程序的抽象化共同層級（Common levels of abstraction）：
- 在層方面：
  - 直接连接（Interfacing directly）
  - 使用一些較高層次的介面（如：视频BIOS）
  - 使用另一低级别的驱动程序（如檔案系统驱动程序使用磁碟驱动程式）
  - 模拟工作
- 在層方面：
  - 允许操作系统直接存取硬體资源
  - 僅實現其原始樣式（primitives）
  - 实现对非驱动程式的軟體的界面（如TWAIN）
  - 实现一个更高層级的语言，例如PostScript

## 驅動程式的API
- Advanced Linux Sound Architecture（ALSA） - 標準新式Linux音效卡驅動程式介面（sound driver interface）
- I/O Kit - 一種蘋果電腦（Apple）上的開放式介面適用於發展麥金塔作業系統（Mac OS X）的裝置驅動程式
- Installable File System（IFS） - 一種IBM OS/2與Microsoft Windows NT的檔案系統API
- Network Driver Interface Specification（NDIS） - 一種標準網路卡（network card）驅動程式API
- Open Data-Link Interface（ODI） - 一種類似NDIS的網路卡API
- Scanner Access Now Easy（SANE） - a public domain interface to raster image scanner hardware
- Uniform Driver Interface（UDI） - 跨平台（cross platform）驅動程式的介面規範
- Windows Display Driver Model（WDDM） - Windows Vista及以後平台上新式的圖形顯示（graphic display）驅動程式架構。從Windows 8開始，Windows不支援舊的XPDM。
- Windows Driver Foundation（WDF）
- Windows Driver Model（WDM）
- Universal Windows Driver（UWD）